# Stregoneria tradizionale
Stregoneria tradizionale è un termine ombrello che è stato introdotto negli ultimi decenni per riferirsi a varie pratiche stregonesche che traggono spunto da credenze folkloristiche attestate nell'Europa medievale e della prima età moderna. La stregoneria tradizionale è quindi solitamente una forma di ricostruzionismo neopagano, che spesso comprende gruppi che hanno semplicemente voluto differenziarsi dalla wicca e dal neopaganesimo eclettico, non condividendone i principi.
La stregoneria tradizionale si richiama a tradizioni più antiche della wicca, però è un ricostruzionismo neopagano più recente rispetto ad essa.
Non esistendo un termine migliore che possa essere usato per riferirsi a tutte queste tradizioni, il vocabolo stregoneria tradizionale ha un significato esteso, dato che raccoglie le più svariate pratiche, sebbene tra queste venga dato grande peso a quelle che traggono la loro origine da realtà locali e dal folklore. Coloro che seguono queste vie tradizionali a volte desiderano essere chiamati "tradizionalisti".
Il termine non definisce però in modo coerente e collettivo tutte le credenze culturali e le tradizioni che lo adottano. Ad esempio il vocabolo stregoneria tradizionale è usato sia per riferirsi a tentativi di ricostruzionismo della stregoneria medievale e della prima età moderna, che per indicare tradizioni che reclamano di essere ereditarie, che infine per correnti pagane che hanno deciso di differenziarsi dal neo-paganesimo eclettico e dalla wicca cercando una ribellione contro il finto buonismo che sembrava manifestarsi dentro a tali correnti.
In Italia, i presunti tentativi di ricostruzionismo moderno delle varie forme storiche di stregoneria locale vengono denominate dai suoi seguaci col termine «stregheria» o «nuova stregoneria italiana».

## Differenze tra stregoneria tradizionale e wicca
In realtà è quasi impossibile fare una distinzione netta, perché da un lato si ha nella wicca una pratica religiosa-spirituale che, sebbene molto flessibile e differenziata in molte correnti, risulta essere ormai ben strutturata, una pratica che si è diffusa capillarmente e viene abbondantemente copiata, anche da coloro che si definiscono tradizionalisti e che teoricamente la dovrebbero rifiutare; dall'altro nelle stregonerie tradizionali si racchiudono tutta una serie di pratiche che, in tanti casi, partono dalla wicca stessa come spunto, in altri si differenziano moltissimo, da luogo a luogo, o da gruppo a gruppo, per non parlare dei praticanti solitari, che seguono un percorso personale, mischiando talvolta in modo eclettico varie influenze.
A grosso modo però si possono fare queste distinzioni:
- La wicca è la principale corrente, per diffusione nel mondo e numero di aderenti, della stregoneria moderna. Venne fondata negli anni quaranta dal britannico Gerald Gardner, dopo essere stato iniziato in una coven precedente e prendendo ispirazione sia da famosi ordini occultisti e iniziatici precedenti (come Rosacroce, Ordo Templi Orientis e Golden Dawn), sia dalla tradizione tutta inglese dei cunning men e delle wise women (guaritori di campagna)[10]. La Stregoneria Tradizionale riunisce anch'essa varie forme di ricostruzionismo, che però preferiscono rifarsi soprattutto a credenze e tradizioni locali più o meno popolari, come quella dei guaritori di campagna e dei già citati cunning men, rifiutando però le influenze cerimoniali[5].
- Oltre che una pratica, la wicca è indubitabilmente anche una religione; invece le correnti della stregoneria tradizionale a volte rifiutano e altre volte accettano questa definizione, sebbene tutte conservino una radice legata al culto di dèi pagani[4].Storicamente la stregoneria pre-wiccan spesso lavorava con entità di origine precristiana come Perchta, Holda, Abundia, Diana, e la Regina di Elphame[2], pertanto la corrente ricostruzionista della stregoneria tradizionale segue questo orientamento. Essendo però un termine molto ampio spesso si parla di stregoneria tradizionale anche semplicemente nel caso di pratiche di magia popolare, le quali includono il culto dei santi (che storicamente sono andati a coprire figure precristiane)[11] e raramente quello di alcuni dèi[12], e includono tecniche di guarigione, fattucchierie, culto agli antenati[13] ed altro.
- La wicca è una pratica religiosa-spirituale di tipo misterico ed iniziatico, più o meno chiusa verso l'esterno a seconda delle correnti, e che prevede lunghi periodi di training, prima di essere ammessi alle varie iniziazioni. In alcune correnti di stregoneria tradizionale non-ricostruzionista esistono forme di iniziazione formali[4], mentre nella realtà storica si pensa che la stregoneria pre-wiccan fosse praticata per emulazione di un tema che si diffondeva tra la popolazione sotto forma di leggenda[14], quindi le correnti ricostruzioniste non hanno un'iniziazione simile a quella wiccan.
- I rituali wiccan possono essere molto formali (sebbene risultino molto più semplici rispetto a quelli dei classici ordini occultistici e della magia cerimoniale), nelle varie Stregonerie Tradizionali invece essi vengono descritti come ancor più semplici ed eventualmente istintivi[3][8]. Un esempio è l'assenza del cerchio magico e della chiamata degli elementi, tipici invece della wicca[3]. Tali elementi cerimoniali invece sono presenti nelle tradizioni non-ricostruzioniste di stregoneria tradizionale[4], che certamente hanno ripreso tali ementi proprio dalla wicca stessa[10].
- Al contrario che nella wicca, idee e filosofie orientali come monismo, taoismo, karma, non hanno influenza nelle pratiche tradizionali, che dovrebbero avere origini solo locali, circoscritte all'Europa medievale e della prima età moderna[15]. Stranamente anche nelle correnti stregonesche tradizionali non-ricostruzioniste tali elementi sono assenti, mentre sono presenti, a differenza della corrente ricostruzionista, elementi gnostici e luciferiani[4].
- La wicca ha dei fondamenti etici, anche se variabili nelle sue tradizioni, che si esprimono ad esempio attraverso il "rede" (e molto più raramente nella "Legge del Tre"), mentre nei seguaci delle pratiche tradizionali non vi sono regole definite e si lascia la responsabilità dei propri atti alla coscienza dei praticanti[5].
- La wicca può incorporare nella sua pratica pantheon di tutto il globo secondo il motto "tutte le dee sono la dea e tutti gli dei sono il Dio", poiché le divinità corrispondono ad archetipi universali, presenti in tutte le culture; i tradizionalisti invece seguono uno (o raramente più) pantheon specifici, d'accordo con la tradizione locale che seguono[5]. Recentemente ci si è resi conto che sebbene alcune figure precristiane rimaste in epoca medievale e della prima età moderna siano corrispondenti a divinità pagane, nell'era cristiana il concetto di "dio" non-monoteista si era perso, pertanto in alcuni casi si preferisce parlare di "spiriti" o di "famigli" (ovvero alleati spirituali) al posto di "dèi" come accade invece nel resto del panorama pagano[6].
- La stregoneria tradizionale non usa solitamente insiemi formali di strumenti, a differenza della wicca che ne ha elencato con precisione i tipi e le forme (coppa, athame, bacchetta, pentacolo, incensiere, corde, frusta, bastone, ecc.) e ne ha codificato l'utilizzo, prendendo spunto dalla struttura cerimoniale degli ordini iniziatici da cui ha avuto origine[3][15].
- La wicca celebra gli otto sabbat della ruota dell'Anno, mentre per i tradizionalisti le feste sono diverse da tradizione a tradizione e molto spesso derivano dal folclore popolare del proprio luogo d'origine (anche se molti tradizionalisti in realtà hanno ormai adottato dalla wicca le otto festività della ruota dell'Anno)[5].
- Nelle stregonerie tradizionali anche la credenza in una vita dopo la morte varia da corrente a corrente, mentre in alcune tradizioni wiccan è molto diffusa la credenza nella reincarnazione[16].